# Baranyai Zsolt
Baranyai Zsolt (Budapest, 1948. január 23. – Szekszárd, 1978. április 18.) magyar matematikus.
A Fazekas Mihály Gimnáziumban Lovász László, Laczkovich Miklós, Pósa Lajos osztálytársa volt. Az Eötvös Loránd Tudományegyetem Természettudományi Karán matematikus szakának elvégzése után ugyanott az Analízis I. tanszék oktatója lett.
Kombinatorikával foglalkozott. Nevezetes, hipergráfokra vonatkozó felbontási tétele, a róla elnevezett Baranyai-tétel régi sejtést oldott meg.
Az ország egyik legkiválóbb blockflöte-játékosa volt.
Autóbalesetben halt meg.

## Könyve
- Baranyai Zsolt, Lippner György: Egyenlőtlenségek, Tankönyvkiadó, Budapest, 1970.